# Mnislav Zelený
Mnislav Zelený (* 3. srpna 1943 Praha) je český etnolog, spisovatel a publicista. Hlavním předmětem jeho zájmu jsou indiánské kmeny Latinské Ameriky, především Amazonie. Kromě kulturní antropologie ho zajímá též archeologie, historie a současné poměry v zemích Jižní Ameriky, kam podnikl řadu poznávacích i badatelských cest, při nichž pořídil i mnoho fotografií. Při svém pobytu mezi indiány v roce 1989 byl adoptován do kmene Jawalapiti a získal indiánské jméno Atapana (česky List zelené palmy), které používá jako součást jména i ve své publikační činnosti. V letech 1996–2001 byl velvyslancem České republiky v Kolumbii a Ekvádoru.

## Životopis
Po studiu ekonomie na Vysoké škole zemědělské v Praze se v roce 1967 přihlásil na filozofickou fakultu Karlovy univerzity ke studiu etnografie, které dokončil v roce 1974. Již v tomto období strávil v zemích Latinské Ameriky delší dobu, a to nejen na soukromých cestách, expedicích a terénním výzkumem, ale také studiem etnografie na Universidad Nacional Mayor de San Marcos a Pontificia Universidad Católica v Limě (1973). V následujících letech byl publicistou na volné noze, po zákazu publikovat vystřídal různá zaměstnání, vypravil se znovu do Brazílie. Po roce 1989 krátce zkoušel i podnikat, v letech 1993–1996 pracoval u španělské společnosti Grupo Antolín. Mimoto byl externím spolupracovníkem Centra iberoamerických studií Karlovy Univerzity, kde přednášel bez nároku na honorář. Byl spoluzakladatelem a prvním prezidentem Latinskoamerické společnosti. V letech 1996–2001 působil jako velvyslanec ČR v Kolumbii a Ekvádoru.
V roce 2003 založil nadaci Velká Amazonie na ochranu tamějších indiánů a deštných pralesů. Píše knihy, články, blog, poskytuje rozhovory a přednáší. Vyjadřuje se i k problémům euroatlantické civilizace a ekologie. Do Jižní Ameriky se často alespoň na krátko vrací.

## Významnější cesty a pobyty mezi indiány
- 1968–1969: první velká cesta přes západní Evropu až do Jižní a Střední Ameriky (Brazílie, Peru, Ekvádor, Panama, Kostarika, Honduras, Mexiko)
- 1972: Ekvádor – geologicko-antropologická expedice Cotopaxi '72 (vedoucí), pobyt u indiánského kmene Kofánů
- 1973: Peru – terénní výzkum u indiánského kmene Ece'jů
- 1989: Brazílie – pobyt u indiánských kmenů Jawalapiti, Kamayurá a Terena
- 2003 a dále: Venezuela – pomoc indiánům kmene Yek'wana a dalším; návraty na dříve navštívená místa v Brazílii a Peru [1][3]

## Publikace

### Encyklopedie
- Indiánská encyklopedie. 1994
- Malá encyklopedie šamanismu. 2007
- Malá encyklopedie bohů a mýtů Jižní Ameriky. 2009

### Ostatní
- Duch s rozkvetlým penisem. 2004 (indiánské mýty)
- Na cestě za snem. 2013
- Veselé tropy Amazonie. 2016
- Pokrokem k zániku. 2018 (výběr novinových článků a blogů z let 1969–2017)

Mnislav Zelený je též autorem hesel „Yawalapiti“ a „Huarayo“ v Encyclopaedia of World Cultures (New Haven 1994).